# Freddy Maertens
Pour les articles homonymes, voir Maertens.
Freddy Maertens est un coureur cycliste belge, né le 13 février 1952 à Nieuport (Belgique). Durant sa carrière professionnelle de 1972 à 1987, il remporte 142 victoires dont le Tour d'Espagne 1977 et, à deux reprises, le Championnat du monde sur route. Sa carrière coïncide avec les meilleures années d'un autre coureur belge, Eddy Merckx. La carrière sportive de Maertens oscille entre des saisons moyennes et d'autres très prolifiques. Sa vie privée est marquée par l'alcoolisme et des dettes. Il lui a fallu plus de deux décennies pour rembourser une dette fiscale. Jusqu'en février 2017, il est le conservateur du musée du Tour des Flandres à Audenarde.

## Repères biographiques et carrière amateur

### Vie privée
Freddy Maertens est le fils de ce que sa femme, Carine, décrit comme un couple de travailleurs de la classe moyenne : Gilbert Maertens et Silonne Verhaege. Sa mère est la fille d'un constructeur de bateaux installé dans le port de Nieuport. Elle est gérante d'une épicerie et d'une boutique de presse qui livre les journaux. Son père Gilbert Maertens, qui est le fils d'un travailleur indépendant, est un homme flamboyant et remuant. Il est notamment membre du conseil communal et du club de football de la ville. Il dirige une blanchisserie avec quatre employés, située derrière le magasin de son épouse.
Maertens est avec Mario, Luc et Marc, l'un des quatre fils du couple. Ce dernier est également devenu coureur professionnel. Freddy Maertens étudie au collège St-Bernardus de Nieuport, où il montre un talent pour les langues. Au moment où il passe professionnel, il pouvait se faire comprendre aussi bien en français qu'en italien ou qu'en anglais, en plus du néerlandais, sa langue maternelle. Il a ensuite suivi des études secondaires dans une école catholique d'Ostende.
Freddy Maertens et Carine Brouckaert se rencontrent pour la première fois lors d'une soirée organisée par un club de vélo quand elle a 15 ans. À cette époque, Carine coud des chaussures pour son père, un cordonnier. Les deux font connaissance par le biais de Jean-Pierre Monseré et de sa femme Annie, Carine étant la nièce de celle-ci. Ils se marient en novembre 1973 et louent une maison à Lombardsijde. Elle raconte : « J'ai appris à connaître un jeune garçon qui était plus adulte que son âge et qui savait ce qu'il voulait : être un coureur cycliste professionnel. J'ai craqué pour lui. Non pas parce que je pensais qu'il pourrait devenir un grand coureur, mais parce que j'ai senti tout de suite que je pouvais jouer un rôle dans sa vie, qu'il avait besoin de moi. Trois ans plus tard, nous étions mariés. Notre rêve a commencé. Nous ne savions pas alors qu'il se transformerait en un véritable cauchemar ».

### Relation avec son père
Gilbert Maertens offre à son fils sa première bicyclette. Freddy Maertens la décrit comme « une chose de seconde main qu'il avait obtenu d'une entreprise dans le cadre de négociations ». Ce n'est que lorsqu'il remporte une course pour la première fois, qu'il se voit offrir un meilleur vélo. L'auteur, Rik Van Walleghem, décrit cette relation : « La formation que Maertens vécut avec son père était dure. Terriblement dure. Gilbert ne perdait jamais de vue son fils. Il savait combien de fois et comment son fils s’entraînait, ce qu'il mangeait et buvait, combien de temps il dormait, avec qui il sortait. Il imposait un régime impitoyable. Il avait un œil ouvert sur la moindre chose qui pourrait gêner la progression de son fils. Il s'inquiétait, par exemple, que les hormones mâles de Freddy prennent le meilleur sur son fils, le conduisent dans les bras de charmantes jeunes filles et entraînent l'échec de sa mission. Les femmes étaient l'œuvre du diable, c'était déjà le cas dans le jardin d'Eden et peu de choses avaient changé depuis ».
Gilbert surprit un jour son fils en train de flirter avec une fille et en guise de vengeance il lui découpa son vélo de course en deux. Par la suite, alors que son fils est appelé pour le service national, il intervient auprès de l'armée pour demander qu'il ne soit pas avantagé à cause de sa réputation.
La difficile relation de Freddy Maertens avec son père affectera le reste de sa vie et en particulier sa carrière de coureur. Ainsi, durant sa carrière, il obtient des résultats seulement lorsqu'il se retrouve encadré par une personnalité dominante : d'abord son père, puis Briek Schotte et enfin Lomme Driessens. Sa femme le décrit comme une personne vulnérable qui accorde facilement sa confiance et qui a besoin de beaucoup d'attention.

### Carrière chez les amateurs

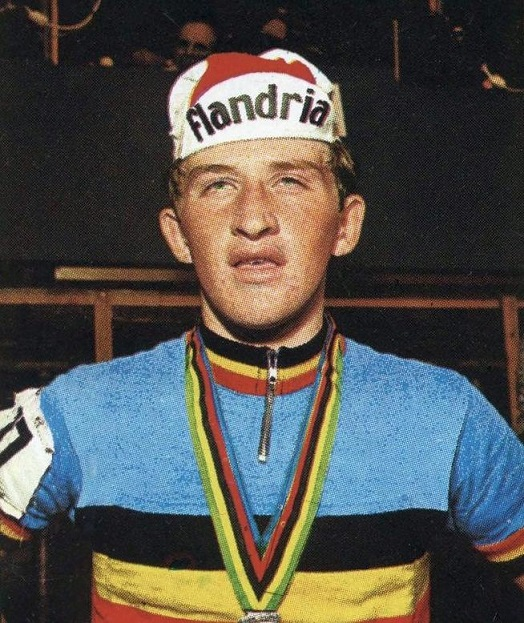
Freddy Maertens en 1971, champion de Belgique.

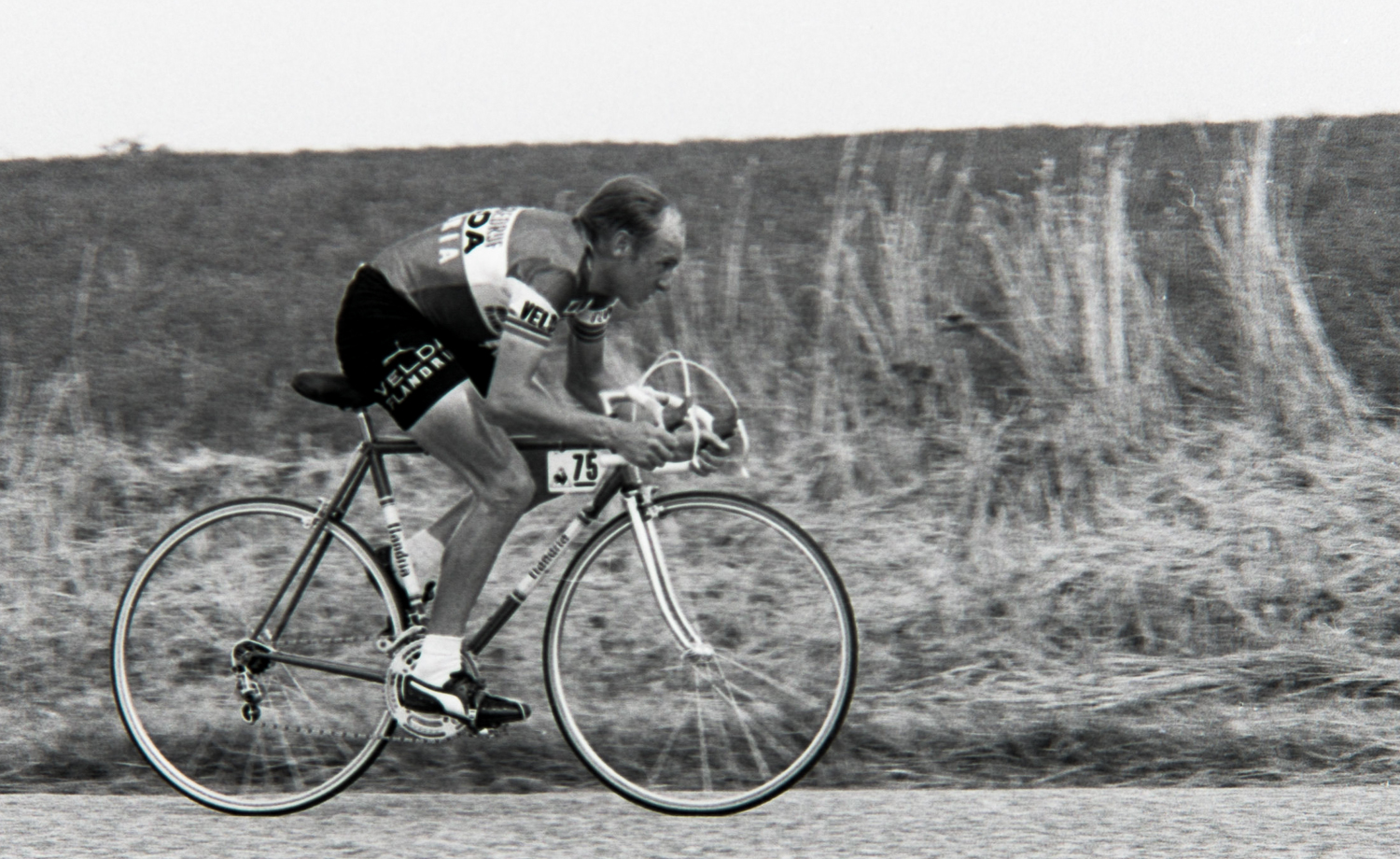
Michel Pollentier, coéquipier et ami de Maertens.

En 1966, Maertens prend part à sa première course à Westhoek alors qu'il a 14 ans. Il se frotte à des coureurs plus âgés, jusqu'à 17 ou 18 ans, dont certains viennent de France. La course est ouverte aux coureurs qui n'ont pas de licence auprès de la fédération belge (la BWB). Lors de cette première compétition, il rencontre des difficultés à rouler en peloton. Sa deuxième course se déroule mieux. Parmi les coureurs présents, il devance Michel Pollentier, qui deviendra plus tard, un ami et un coéquipier  chez les professionnels.
En 1967, il continue à courir des épreuves réservées  aux coureurs sans licence. En 1968, il prend sa première licence avec la FWB, dans la catégorie des débutants (ou cadets). Il gagne 21 courses et termine 19 fois deuxième derrière un coureur nommé Vandromme.
Par la suite, Freddy Maertens demande à son père la permission de quitter l'école lors de sa deuxième année chez les juniors (moins de 19 ans). Il s'impose à 64 reprises dans cette catégorie d'âge. Son père lui fait alors promettre qu'il s’entraînerait peu importe les conditions météorologiques.
Il gagne 50 courses chez les amateurs en 1970 et 1971, dont le championnat national à Nandrin. En 1971, il termine deuxième au sprint derrière le Français Régis Ovion (vainqueur également cette année-là du Tour de l'Avenir), du championnat du monde amateurs à Mendrisio en Suisse. Maertens semble le plus véloce sur le final mais il est étrangement enfermé par son propre compatriote Ludo Van der Linden. Les membres de l'encadrement belge lui reprochent d'être trop indépendant. En réalité, Freddy Maertens est victime des mauvaises relations entre son père et certains membres de la fédération belge de cyclisme. Freddy choisit par la suite d'être encadré par son père pour la saison 1972, plutôt que par des membres de la fédération. Il devient professionnel en 1972. Ernesto Colnago et l'ancien champion Ercole Baldini lui proposent un contrat au sein de leur équipe SCIC. Ils l'accompagnent financièrement et matériellement dans sa dernière année en tant qu'amateur, puis souhaitent l'engager comme coureur professionnel dès 1972.

## Carrière chez les professionnels

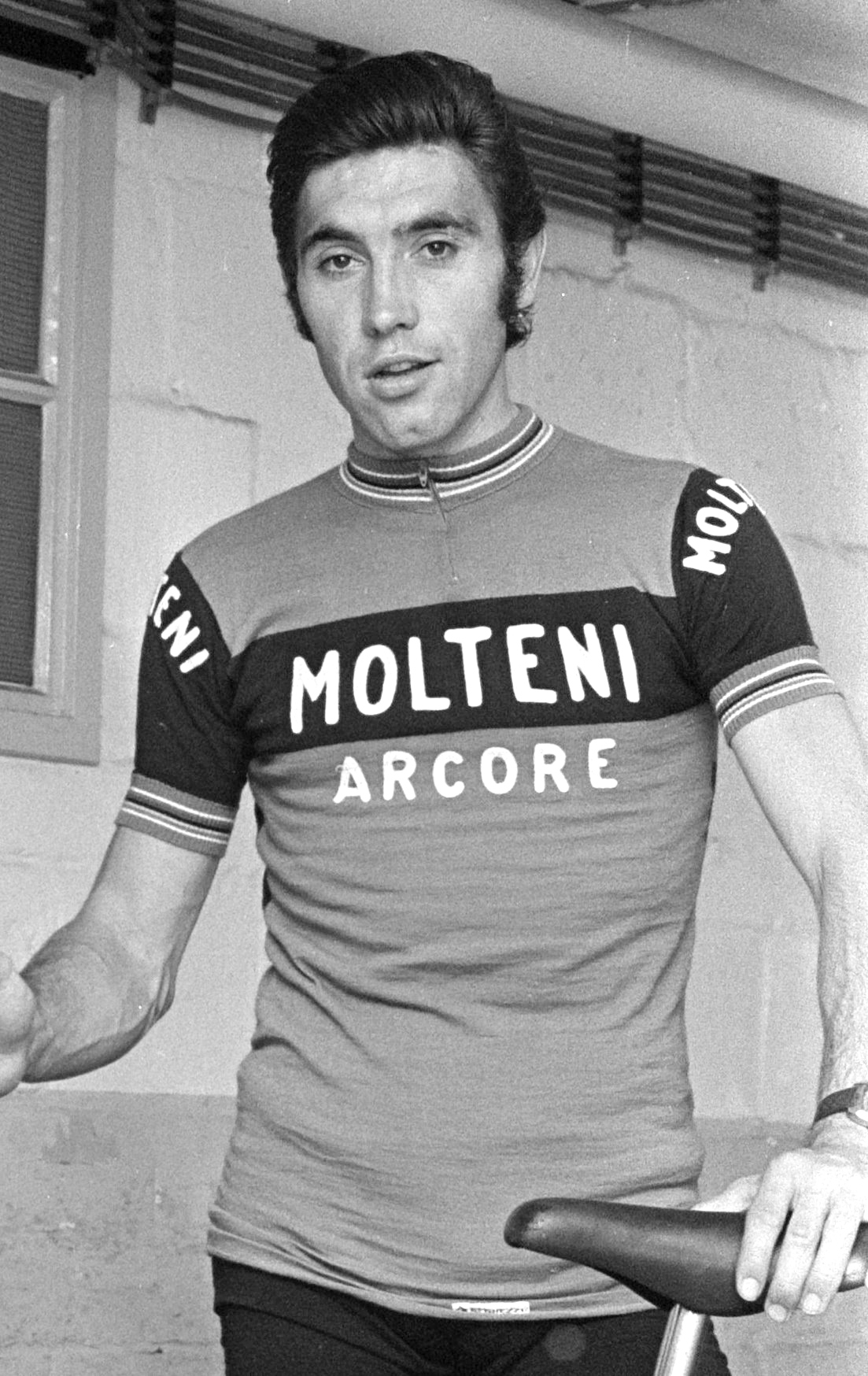
Eddy Merckx, ici en 1973, restera comme le grand rival de Maertens.

Son père, Gilbert Maertens, est plus impressionné par l'homme d'affaires belge, Paul Claeys, qui a hérité de la société de bicyclette Flandria. Flandria a l'avantage d'avoir déjà parrainé le club de Maertens, le CFC Torhout, alors que Maertens lui-même roule sur un vélo de la marque. Les Maertens reçoivent la visite de Claeys avec son chef d'équipe, Briek Schotte, une légende du cyclisme belge. Claeys offre à Gilbert Maertens une concession de vélos Flandria, lui permettant de les vendre sans les acheter. Maertens pousse son fils à signer un contrat de 40 000 francs par mois en amateur, contrat qui sera doublé lors de sa première année complète en tant que professionnel. La famille a grand besoin de la concession de vélos, Silonne Maertens qui est tombée malade, a fermé sa boutique.
Maertens reconnait :  « J'aurais préféré aller chez SCIC et Colnago, mais mon père m'a dit : « Tu dois faire quelque chose pour nous aussi » ».
Colnago et Baldini avaient promis plus d'argent et un début relativement calme comme professionnel. Mais avec Flandria, Maertens court plus de 200 courses sur route par an, ainsi que des courses sur piste et cyclo-cross l'hiver. Il souffre de ce qu'il appelle la mauvaise organisation et l'attitude de pingre de Claeys et de la société Flandria. Il se plaint également du poids des cadres Flandria, dont la fabrication est délocalisée en Italie par Gios Torino et qui sont peints avec les couleurs Flandria.
Il n'a jamais été payé en 1979, sa dernière saison avec Flandria, qui s'avère être une très mauvaise saison. Ce fut le début des problèmes financiers avec les impôts (voir ci-dessous).
Rik Van Wallaghem dit de Maertens qu'il est un néo-professionnel assez naïf. Le cyclisme belge est dominé par Eddy Merckx (surnommé Le Cannibale) et Roger De Vlaeminck. Maertens ne respecte pas une règle non écrite qui est que les nouveaux professionnels doivent progressivement faire leur place dans le peloton et ne pas essayer d'humilier les coureurs déjà installés. Au lieu de cela, Maertens, âgé de seulement 21 ans, fonce tête baissée et bouleverse les coutumes en exigeant qu'on lui fasse de la place et ceci très rapidement. Van Wallaghem raconte que cette déclaration est tout de suite reprise par des journalistes belges, désireux d'écrire quelque chose d'autre après des années de domination internationale de Merckx. Cela aggrave les relations entre les deux coureurs.

### Championnat du monde 1973

#### La polémique
Les relations entre les deux coureurs et leurs fans ont atteint leur paroxysme, le 2 septembre 1973, lors du championnat du monde sur route autour de Montjuich, près de Barcelone. Maertens déclare avant la course qu'il n'est pas près de rouler pour Merckx. Ce qui a pour effet d'agacer les partisans de Merckx, qui en représailles, selon Maertens, vont lui jeter de l'eau froide sur les jambes à six reprises.
Merckx est le coureur le plus entreprenant. Il crée la sélection décisive entre les quatre coureurs : Merckx, Felice Gimondi, Luis Ocaña et Maertens. Maertens est le meilleur sprinteur des quatre. Merckx décide de passer à l'attaque lors d'une ascension, à deux tours de l'arrivée. Le Cannibale prend de l'avance, mais Maertens réplique rapidement et revient tout seul. Cet événement sera au centre de toutes les polémiques, les pro-Merckx accusent Maertens d'avoir favorisé les retours de Gimondi et Ocaña en leur servant de point de mire. En contrant l'attaque de son leader, Maertens prouve sa grande condition. Merckx refuse de collaborer avec son compatriote, alors qu'en unissant leurs efforts, le doublé belge semble acquis. Merckx est en colère, car Maertens, à son avis, a saboté ses chances de gagner. Maertens a toujours refusé de reconnaître qu’il avait contré Merckx dans la montée pour le faire perdre, il soutient encore que la seule chose qu'il voulait est un doublé belge et qu'il était disposé à laisser la victoire de Merckx en cas d'arrivée à deux. Les deux coureurs étant repris par Luis Ocaña et Felice Gimondi, Maertens accepte de lancer le sprint pour permettre à Merckx de gagner. Il serait bien récompensé, « une offre fantastique ». Mais Maertens roule trop vite pour Merckx qui n'arrive pas à suivre dans les 100 derniers mètres. Lorsque Maertens se retourne pour laisser gagner Merckx, Gimondi en profite pour déborder Maertens et gagner. Luis Ocaña termine troisième. Le jeune Freddy Maertens est furieux car il s'estime piégé par Merckx dans ce sprint. Le Cannibale reproche à Maertens de l'avoir emmené trop vite.
L'inimitié entre Merckx et Maertens dure des décennies. Elle prend fin en 2007, lorsque les deux se rencontrèrent dans un hôtel en France. « Je fumais une cigarette et il m'a demandé une cigarette. Il me dit : "Freddy, nous devons parler de Barcelone". Je lui ai dit : "je le pense aussi". Et puis nous en avons parlé pendant trois heures et nous nous sommes serré la main et tout était fini. »

#### La guerre des marques
Le championnat du monde de Barcelone est compliqué par des intérêts commerciaux. Deux marques se disputent la supériorité mondiale du marché des cycles et ce championnat du monde doit constituer un juge de paix. En effet, le cyclisme professionnel est dominé par le fabricant italien Campagnolo. Un rival japonais, Shimano, a récemment pénétré le marché. Il fournit l'équipe Flandria et conçoit une gamme de composants spécifiquement pour elle. Au sein de la sélection belge, Maertens et Walter Godefroot utilisent des vélos Shimano ; Merckx et les autres utilisent des Campagnolo.
Deux jours avant la course, l'équipe belge s'entraîne avec une partie de l'équipe italienne. Maertens raconte que celui qu'il nomme comme le “big boss” [grand patron] de Campagnolo - qui est mort depuis - se positionne avec sa voiture à côté du groupe et crie « Réglez le problème entre vous, mais Shimano ne doit pas être autorisé à gagner le championnat »,.
Par la suite, Maertens déclare que si Gimondi a gagné, c'est parce qu'il l'a poussé dans les barrières à l'arrivée. Il exige des officiels belges qu'ils portent une réclamation, ce à quoi il se voit répondre : « Nous ne pouvons pas faire cela à nos amis italiens ».

### Championnat du monde 1974

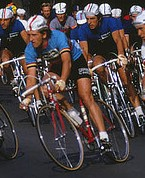
Freddy Maertens au championnat du monde 1974

Maertens prétend qu'un laxatif a été mis dans sa boisson pendant le championnat du monde de 1974, disputé à Montréal. Il lui est procuré, alors qu'il est en tête de course avec Bernard Thévenet et Constantino Conti. Il raconte que son masseur, Jef D'Hont, a demandé à Gust Naessens - le soigneur de Merckx - de quoi ravitailler Maertens. Maertens qui a pris la bouteille parce qu'il avait confiance en Naessens (avec qui il a travaillé de 1981 à 1983) affirmera plus tard : « J'ai eu confirmation de la part de Gust Naessens. Je lui ai demandé, « Qu'as-tu fait à Montréal ? ». Naessens m'a répondu : "C'est normal, Freddy. On m'a demandé de te donner une boisson et j'ai mis quelque chose dedans. Tu étais trop bon pour mon gars, donc j'ai rajouté quelque chose à l'intérieur pour te bloquer" »,,. À l'arrivée, Merckx devient champion du monde et Maertens doit abandonner la course.
Naessens, aujourd'hui décédé, était aussi le soigneur de Tom Simpson lorsque celui-ci est mort lors du Tour de France 1967. L'année suivante, il se voit interdire de travailler dans le cyclisme pour une durée de deux ans.

### Lomme Driessens
Guillaume “Lomme” Driessens est l'une des trois figures paternelles dans la vie de Maertens. Il commence comme masseur et soigneur de Fausto Coppi. Directeur d'équipes de 1947 à 1984, ses coureurs ont remporté au total sept fois le Tour de France. Il est mort en 2006.
Maertens déclare : « Il y avait mon père, puis à mes débuts professionnels, j'ai eu Schotte, puis j'ai eu Driessens ... ». Driessens maintient la rivalité entre Maertens et Merckx en donnant sa version des mondiaux 1973. Pour lui, Maertens n'avait pas trahi Merckx, au contraire de celui-ci, qui avait veillé à ce que Maertens ne gagne pas. Il avait pris soin de cacher son épuisement et donc sa capacité à gagner de manière à induire en erreur et faire perdre Maertens. L'historien Olivier Dazat raconte que Merckx avait laissé tomber Driessens qui était manager de son équipe, ce que Driessens ne lui avait jamais pardonné. Driessens veut sa revanche contre Merckx.
Maertens rappelle : « J'ai aimé travailler avec Driessens, il n'y avait aucun problème. Lorsque vous travaillez avec Driessens, il n'y a pas de problèmes. Beaucoup de gens se plaignaient de Driessens, racontant qu'il avait pris de l'argent à des coureurs, ce qu'il a fait, il l'a fait. Mais le matin, il était le premier à vous réveiller, à préparer votre nourriture. C'était un organisateur fabuleux ».
Il est une figure dominante dont le désir de tout contrôler se prolonge jusqu'à réprimander la qualité de la cuisine de Carine Maertens. Freddy Maertens raconte que lors des visites de Driessens, ils n'étaient plus les patrons dans leur propre maison.

### Championnat du monde 1976
Maertens débute avec le statut de favori le championnat du monde de 1976, à Ostuni, en Italie. Il aborde la course en bonne forme et avec l'équipe belge à son service. Son rival Eddy Merckx, en fin de carrière, est sur le déclin.
Le parcours vallonné est tracé sur huit tours et un total de 288 kilomètres. Les premières grosses attaques arrivent dans le dernier tour. Yves Hézard s'échappe, suivi par Francesco Moser et Joop Zoetemelk. Maertens fait son effort sept kilomètres plus tard, avec Tino Conti dans sa roue. Maertens et Conti rattrapent les leaders après une poursuite de sept kilomètres. Moser attaque à deux reprises et Maertens parvient à rester avec lui. Zoetemelk et Conti perdent du terrain. Moser réalise qu'il n'a aucune chance au sprint avec Maertens. Le Belge l'emporte avec deux longueurs d'avance.

### Tour des Flandres 1977

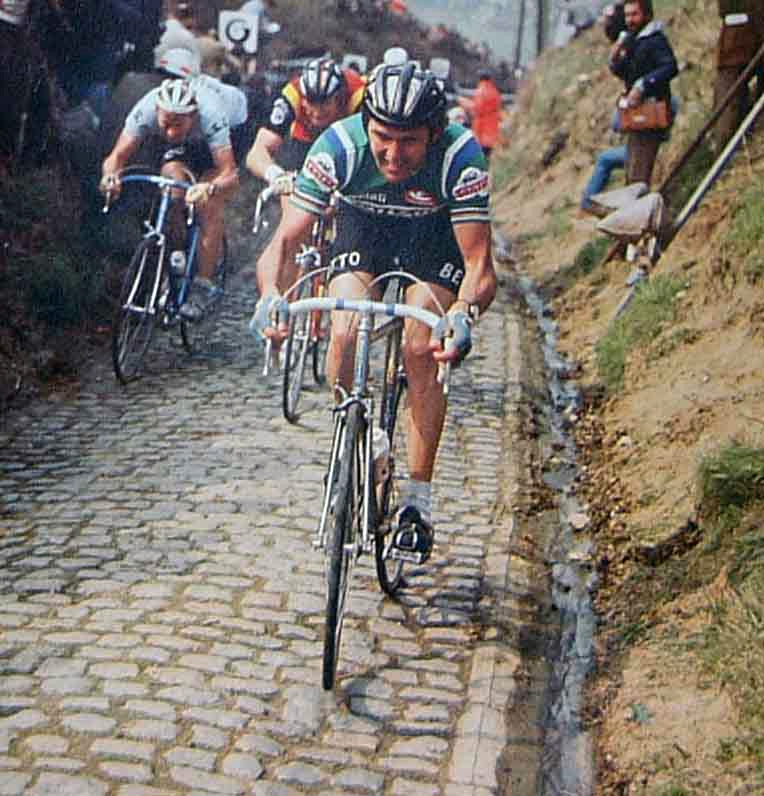
Roger De Vlaeminck sur les pavés du Tour des Flandres.

Au musée du Tour des Flandres à Oudenaarde est inscrit le nom du gagnant de chaque année. La course 1977 est présentée comme gagnée par Roger De Vlaeminck. Une inscription complète l'information : « vainqueur moral : Freddy Maertens ».
Freddy Maertens est disqualifié lors de la course après avoir changé de vélo au Koppenberg. Mais, les commissaires ne lui demandent pas de quitter la course et il continue avec dans sa roue De Vlaeminck, un rival d'une autre équipe. Maertens sachant qu'il ne peut plus gagner, emmène De Vlaeminck durant les 80 derniers kilomètres. À l'arrivée, De Vlaeminck gagne devant Maertens. Maertens déclare qu'il lui a promis 300 000 francs pour acheter la victoire, ce que nie De Vlaeminck. Maertens reçoit de De Vlaeminck 150 000 francs, qu'il donne à Michel Pollentier et Marc Demeyer pour leur aide. De son côté, Maertens conserve 150 000 francs en récompense. De Vlaeminck dit qu'ils n'ont jamais discuté d'argent et le problème n'a jamais été éclairci.

### Succès et traversée du désert
Au cours de sa carrière, Freddy Maertens bénéficie régulièrement de l'aide de ses coéquipiers : Michel Pollentier et Marc Demeyer. Dans le peloton, ils se déplacent ensemble, rappelant le style du sprinteur Rik Van Looy accompagné de sa « garde rouge ». Les journalistes les surnomment les Trois mousquetaires.
En 1976, il remporte huit étapes du Tour de France. Il s'adjuge le maillot vert du classement par points en 1976 et de nouveau en 1978 et 1981.
Il gagne en 1977 le Tour d'Espagne. Il rentre dans l'histoire en remportant un record de treize  étapes, ainsi que le classement par points et celui des sprints intermédiaires. Il s'impose tel « un dictateur sud-américain », selon l'écrivain Olivier Dazat. Outre ses treize victoires, il termine chaque étape dans les huit premiers, à l'exception de la quatorzième. Après sa victoire lors du prologue, il mène la course du début à la fin. Finalement, 14 des 20 étapes sont remportées par l'équipe Flandria, Pollentier s'adjugeant lui aussi une étape.
Il participe ensuite au Tour d'Italie. À nouveau, Maertens prend d'entrée la tête de la course en remportant le prologue. Il la conserve jusqu'à ce que Francesco Moser devienne le nouveau leader de la course à l'issue de la cinquième étape. Maertens remporte quatre étapes consécutivement, portant son total à sept (sur onze disputées) sur ce Tour. Il espère reprendre la tête du général à l'issue du contre-la-montre disputé après l'étape du Mugello. Cependant, l'arrivée de l'étape au Mugello est marquée par un accident. Michel Pollentier emmène Marc Demeyer dans les 100 derniers mètres, avec Maertens placé dans la roue de Demeyer. Un par un, ils s'écartent pour laisser passer Maertens qui sprinte. Mais, il est victime d'une chute avec Rik Van Linden et se casse un poignet. Il abandonne la course. Le reste de l'équipe, qui se retrouve sans leader, envisage de retourner en Belgique avant que Maertens ne les persuade de continuer.
C'est alors que son coéquipier Michel Pollentier gagne ce Tour d'Italie 1977 en s'imposant dans les étapes de montagne. Pollentier qui jusqu'alors était l'homme qui lançait les sprints pour Maertens devient co-leader de l'équipe.
Cela se passe bien pourtant entre eux puisque Pollentier reprend son rôle d'équipier et ainsi aide Maertens à écraser le Tour de Catalogne 1977 en raflant presque toutes les étapes, ainsi que d'autres courses d'un jour.
L'arrivée à la tête de l'équipe Flandria du Belge Fred de Bruyne à la place de Guillaume Driessens fait qu'il accorde plus d'autonomie à Pollentier qu'il juge capable de gagner le Tour de France 1978.
Pollentier ne lançant plus les sprints pour Maertens ce dernier gagne tout de même début 1978 le Het Volk, le Tour du Haut Var, le Grand Prix E3, les Quatre jours de Dunkerque et termine quatrième de Paris-Roubaix.
Durant le Critérium du Dauphiné Libéré 1978 les deux hommes se partagent le travail, victoire dans une étape de plaine pour Maertens et victoire finale pour Pollentier qui surclasse tout le monde en montagne.
Le Tour de France 1978 permet à Maertens de gagner deux victoires d'étape et le maillot vert et alors que Pollentier prend le maillot jaune à L'Alpe d'Huez, éclate le scandale de la tentative de fraude au contrôle antidopage au moyen d'une poire remplie d'urine d'une tierce personne.
Pollentier se déclarera avoir été dénoncé, il quittera Flandria à la fin de l'année 1978.
Maertens est très bouleversé par tous ces évenements, ses performances chutent.  
Il s'est ensuivi une période de désert au cours de laquelle il rencontre peu de résultats notables. Il prend le départ de grandes courses qu'il abandonne souvent après 100 kilomètres, ou après avoir été distancé sur de banales côtes.
Dans l'un des retours les plus surprenants de l'histoire du cyclisme, Maertens retrouve Guillaume Driessens comme directeur sportif au sein de l'équipe "Boule d'Or". Après une septième place au Milan San-Remo 1981, Maertens remporte cinq étapes durant le Tour de France 1981 plus le maillot vert et le championnat du monde sur route 1981, qui se tient à Prague. Dans un duel au sprint, il devance sur la ligne Giuseppe Saronni. Cette victoire inattendue devant Saronni et Bernard Hinault - deux coureurs petits et trapus comme lui - font dire aux journalistes que l'ère des coureurs maigres, grands, tels que Merckx, Gimondi, et De Vlaeminck était terminée.
Un an plus tard, il disparait à nouveau des palmarès. Il termine rarement les courses et brille seulement dans les critériums de sa région, où ses contrats lui permettent de payer ses dettes fiscales. Il ne défend pas son titre au  championnat du monde 1982 à Goodwood. Il raconte qu'il s'est blessé au genou en tapant une porte. Il devient plus gros et rejoint des petites équipes pour des salaires très faibles.
Olivier Dazat décrit la situation : « Ses employeurs l'ont licencié et d'autres l'ont engagé pour bénéficier de la publicité. Freddy qui oubliait souvent d'aller aux courses, s'est à nouveau fait virer. La presse et ceux qui l'entouraient lui demandaient d'arrêter. ».

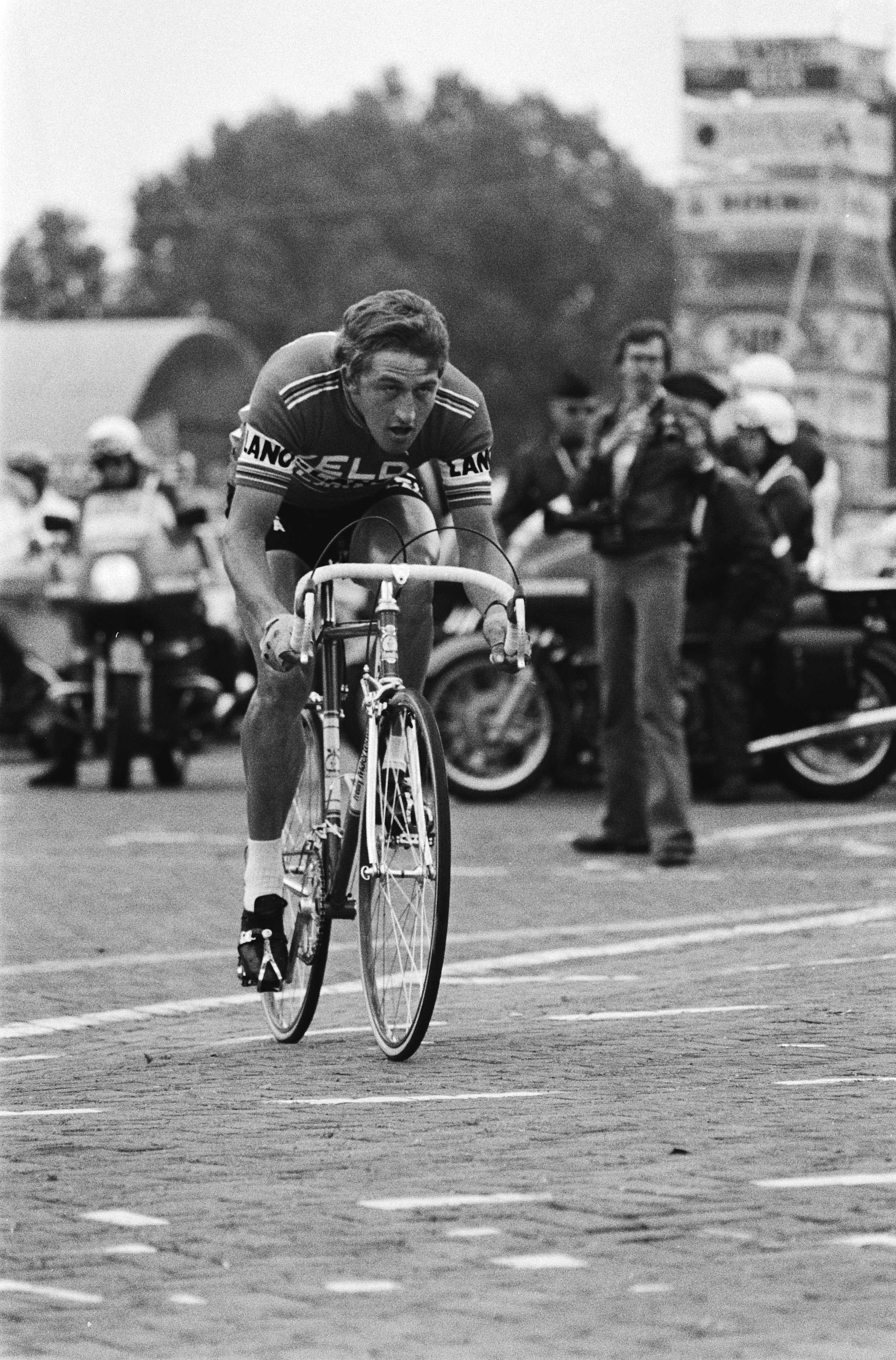
Freddy Maertens lors du prologue du Tour de France 1978.

En définitive, professionnel de 1972 à 1987, il a remporté 142 victoires, dont 45 lors de la saison 1977, hors critériums (record inégalé).
En plus des victoires acquises sur le Tour, la Vuelta et le Giro, il remporte plusieurs courses par étapes : Paris-Nice (1977), les Quatre Jours de Dunkerque (1973, 1975, 1976 et 1978), le Tour d'Andalousie (1974 et 1975), le Tour de Belgique (1974 et 1975), le Tour de Luxembourg (1975), le Tour de Sardaigne (1977) et le Tour de Catalogne (1977).
En dépit de sa position dominante sur le sprint mondial, Maertens n'a jamais gagné de grandes  classiques (les « Monuments du cyclisme »), terminant au mieux deuxième du Tour des Flandres 1973 et de Liège-Bastogne-Liège 1976. Il a eu de très nombreux succès dans d'autres classiques : Paris-Tours en 1975, la Flèche wallonne en 1977 (il a été déclassé à la suite d'un contrôle antidopage positif au profit de Francesco Moser), l'Amstel Gold Race en 1976, Gand-Wevelgem en 1975 et 1976, les Grands Prix de Zürich et de Francfort. Outre ses deux titres de champion du monde en 1976 et 1981 il a également été champion de Belgique en 1976.
Sur les courses par étapes, il a gagné le Tour d'Espagne 1977 en s'imposant sur 13 de ses étapes, et Paris-Nice la même année. Il a remporté trois fois le classement par points du Tour de France et 15 étapes dont 8 en 1976 (record).
En 1975, en gagnant Paris-Bruxelles à 46,110 km/h, il est devenu détenteur du Ruban jaune, trophée qu'il a conservé jusqu'en 1997.
Maertens a également remporté le classement du Super Prestige Pernod en 1976 et 1977.

### Retraite sportive
En 1987, Maertens, âgé de 35 ans, décide de prendre sa retraite après une sortie d'entraînement, jugeant qu'il ne souhaite plus s’entraîner dans le vent et la pluie de la Flandre. Il travaille alors comme vendeur, notamment en Belgique et au Luxembourg pour Assos, une entreprise suisse de vêtements. Il garde une certaine distance avec le monde du sport. Son poids s'élève à 100 kg. En 2000, il devient conservateur du musée du vélo belge à Roulers. Les visites du musée se multiplient par onze l'année suivante. Il travaille jusqu'en 2017 au Centrum Ronde van Vlaanderen (le musée du Tour des Flandres) à Audenarde. Il prend sa retraite le 1er mars 2017. La boutique de vélo "Maertens Sport" à Evergem, à la périphérie de Gand, est détenue par Mario, le frère de Freddy.

## Style du coureur
Lors des courses, Maertens est considéré comme un coureur agressif capable d'atteindre des vitesses très élevées. Comme braquet, il utilise le plus souvent un 53 × 13 ou 14. Il est un talentueux coureur de contre-la-montre et un excellent sprinteur, l'un des meilleurs de l'histoire du cyclisme sur route,. En fin de carrière, il prend sous son aile un autre sprinteur complet, l'Irlandais Sean Kelly. Grâce à ses qualités en contre-la-montre, Maertens compte à son palmarès le Grand Prix des Nations en 1976, considéré à cette époque comme le championnat du monde de la spécialité.

## Dopage
Maertens raconte au journal L'Équipe que « comme tout le monde », il a consommé des amphétamines dans les courses de seconde zone, mais il insiste sur le fait qu'il participait sans médicaments aux grandes courses, notamment parce qu'il savait qu'il allait être contrôlé sur celles-ci.
Il se met en colère quand la télévision belge utilise sa photo en fond d'écran lors de discussions sur le dopage dans le sport. 

Les rumeurs de dopage s'intensifent lorsque les succès de Maertens deviennent irréguliers. Pour prouver qu'il n'utilise pas de drogues, il s'envole pour les États-Unis afin de consulter un médecin. Il se fait accompagner d'un conseiller médical avec qui il prend l'avion d'Amsterdam à New York, le 25 mai 1979, à bord d'un DC-10. Lors de ce vol, Maertens mentionne à son collègue, Paul de Nijs, que l'un des moteurs fait un bruit bizarre. Après l'escale de New York, l'avion continue sa route vers Chicago, mais il s'écrase au décollage lorsque le moteur est tombé, tuant les 271 personnes présentes dans l'appareil.
Maertens est néanmoins contrôlé positif à plusieurs reprises. En 1974, il est déclaré positif à la pémoline, un médicament de la famille des amphétamines que les coureurs considèrent à l'époque comme indétectable. 

En 1977, il est ensuite disqualifié de la Flèche wallonne (traces de pipéridine). Il est également contrôlé positif la même année dans le Het Volk, le Tour de Belgique et le Tour des Flandres. Il a en outre, eu un résultat positif à un test de la cortisone en 1986.

Ce qui fera dire à Michel Pollentier : « Je lui ai dit que je ne pouvais voir qu'une seule issue pour lui : consulter un psychiatre, conseil qu'il jugeait stupide. Je n'ai jamais hésité à avouer que j'ai passé trois semaines sous la surveillance du Docteur Dejonckheere à la clinique St-Joseph à Ostende, et qu'après le traitement, je suis resté sous son contrôle pendant encore deux ans. Pourquoi le cacher ? Il est impossible de sortir d'une telle situation sans l'aide d'un médecin ».
Maertens déclare en 1987 : « Il n'y a pas de miracle en cyclisme. Seul importe le travail. Souffrir, encore souffrir et toujours souffrir. Quant au dopage, je ne peux répondre qu'une chose : au Tour et au championnat du monde, j'ai été contrôlé négativement chaque fois. ».

## Problèmes d'alcoolisme
Maertens buvait du champagne pendant les courses. Il a été pendant un moment vendeur pour Lanson, une société de champagne. Des journalistes ont vu des caisses de champagne dans sa maison. Ils ont interprété cette présence comme une confirmation qu'il avait bien un problème d'alcool.
La légende raconte que le vendredi précédent le championnat du monde 1982 à Goodwood, en Angleterre, il a demandé à son chauffeur de taxi de se joindre à lui pour boire une pinte de bière, « parce qu'il transpirait énormément ». Lomme Driessens a déclaré : « Trop de vin et pas assez de vélo, c'est son problème ».
Maertens révèle à un journaliste, Guy Roger, que ces histoires étaient exagérées. Mais, il reconnaîtra plus tard qu'il a en effet eu un problème. Il assiste aux réunions des Alcooliques anonymes jusqu'à ce que la rumeur se répande. Par la suite, il boit uniquement des boissons non alcoolisées. Son corps, dit-il, réagit très rapidement à l'alcool et un seul verre de bière suffit à le saouler.

## Problèmes financiers

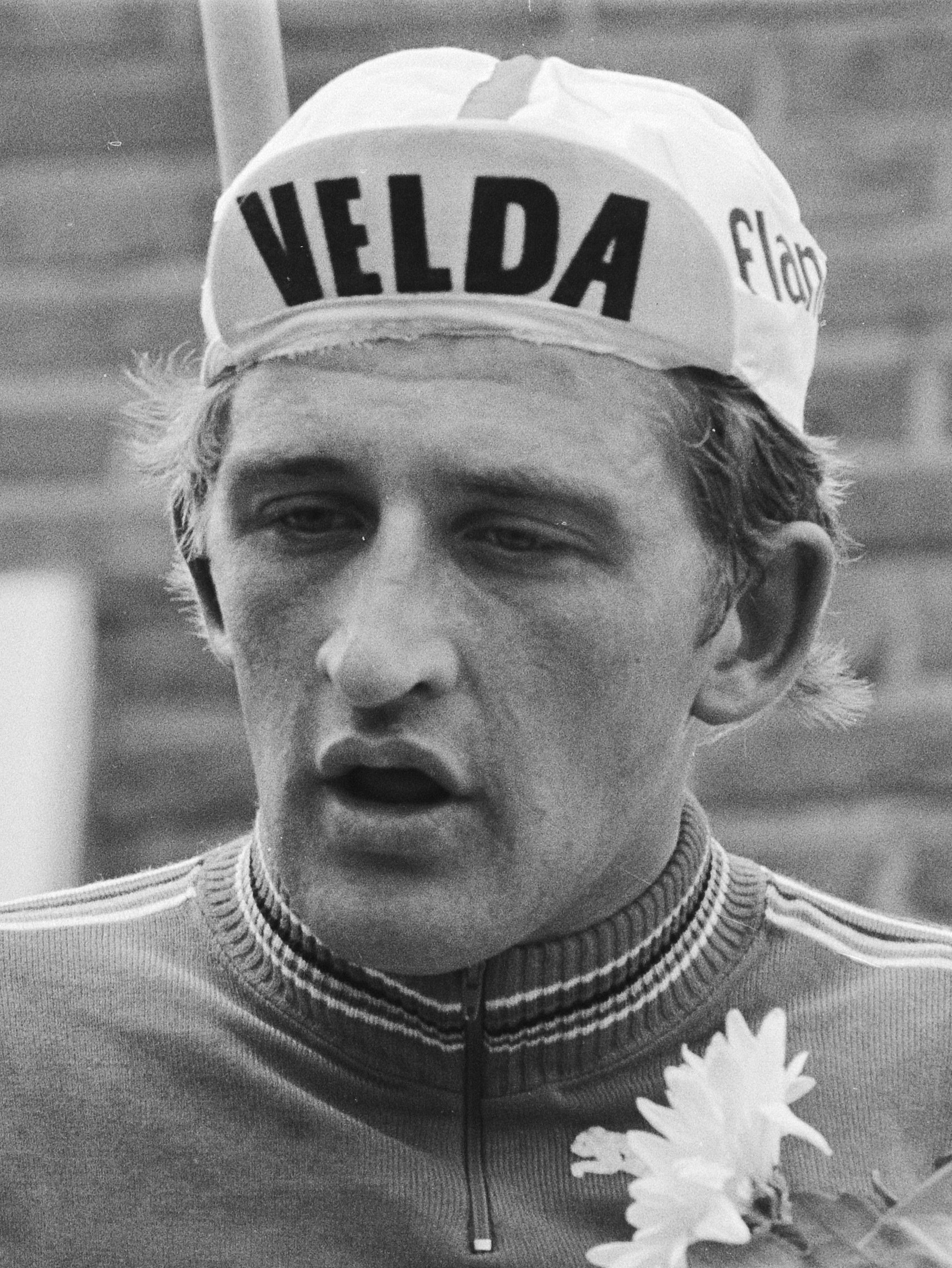
Freddy Maertens, Tour de France 1978.

Pendant la carrière de Maertens, sa femme et lui sont inexpérimentés en matière d'argent et de gestion. Carine Maertens révèle que l'argent « submergeait » lorsque son mari atteint le sommet en tant que coureur professionnel. Maertens estime ses gains obtenus au long de sa carrière entre 10 et 15 millions de francs français, « ce qui était beaucoup d'argent dans les années 1970 ».
Sa femme ajoute : « Nous nous sommes laissé amadouer par les promoteurs, les directeurs d'équipes, les gestionnaires, les architectes, les comptables, les conseillers fiscaux, les banquiers, les conseillers en placement, des médecins. Nous avons cru tous ces gens. Nous les avons crus, car ils s'habillaient bien, qu'ils avaient été à l'école et qu'ils pouvaient bien parler. Nous n'avions aucune expérience avec l'argent, la gloire, la célébrité. Nous avons construit une villa beaucoup trop grande, nous avons emprunté de l'argent jusqu'à se retrouver nus, nous avons investi dans des entreprises dont nous ne savions rien. Nous étions des gens honnêtes qui ont accordé leur confiance à d'autres, qui n'ont jamais su qu'il y avait une telle méchanceté dans le monde. Au moment où nous avons réalisé ce qui se passait, nos comptes bancaires avaient été pillés. Nous avions une villa chic et pas un franc pour nous ».
L'équipe Flandria court la saison 1978 quand circulent des rumeurs concernant des problèmes liés à la société Flandria. Freddy Maertens ne reçoit que la moitié de son salaire en 1978 et les sommes sont versées en espèces sans être enregistrées dans aucun compte. En 1979, il n'est plus payé du tout. Il perd l'argent confié à d'autres personnes pour l'investir, dont 500 000 francs dans le Ranch Flandria, dirigé par son sponsor. Il perd également 750 000 francs dans une entreprise de meubles qui brûle. Dans le même temps, il est mis en cause par les autorités fiscales. Il déclare alors qu'il court pour rien pendant la journée et passe ses soirs avec des avocats. Il continue à contester le paiement de l'impôt que le gouvernement lui réclame. Lui et sa femme perdent leur maison, leur voiture et leur mobilier.
Le couple doit des intérêts sur les intérêts et il perd tout ce qu'il possède. Freddy Maertens passe de longues périodes sans emploi et sans indemnité de chômage, son épouse faisant le ménage dans les maisons. Les problèmes financiers ont duré 30 ans. Ils se terminent le 10 juin 2011. Il conserve un sentiment tellement amer au sujet de Paul Claeys - « pas un bon gars, il a promis et promis et ... » - qu'il a refusé d'assister à ses funérailles en 2012.

## Palmarès

### Palmarès amateur
| - 1968 - Champion de Flandre-Occidentale débutants - 1969 - Champion des Flandres juniors - 1970 - Champion de Flandre-Occidentale juniors - 3e du Tour des Flandres juniors - 1971 - Champion de Belgique sur route amateurs - Spermalie-Slijpe - 2e de Courtrai-Gammerages - Médaillé d'argent du championnat du monde sur route amateurs - 3e du Tour d'Algérie - 3e de Gand-Wevelgem amateurs | - 1972 - Champion de Belgique du contre-la-montre par équipes - Champion de Flandre-Occidentale amateurs - Circuit Het Volk amateurs - Circuit du Westhoek - 2e du Tour des Flandres amateurs - 2e de l'Omloop der Vlaamse Gewesten amateurs |  |

### Palmarès professionnel
| - 1973 - Grand Prix de la Banque - Bruxelles-Meulebeke - Quatre Jours de Dunkerque : - Classement général - 5eb étape (contre-la-montre) - Tour du Condroz - Grand Prix de l'Escaut - Flèche de Leeuw - 2e de Kuurne-Bruxelles-Kuurne - 2e du Circuit des Ardennes flamandes - Ichtegem - 2e du Circuit des onze villes - 2e du Tour des Flandres - 2e du Omloop van de Westkust - Médaillé d'argent du championnat du monde sur route - 3e de À travers la Belgique - 3e du Grand Prix de Francfort - 3e du Circuit de la région frontalière (Omloop der Grensstreek) - 3e du Circuit de Flandre orientale - 5e de Paris-Roubaix - 5e du Super Prestige Pernod - 1974 - Tour d'Andalousie : - Classement général - Prologue a, prologue b, 1re, 2e, 4e, 5e et 6e étapes - Circuit des onze villes - Nokere Koerse - 2e, 3e et 4e étapes du Tour de Belgique - Bruxelles-Meulebeke - 3eb étape des Quatre Jours de Dunkerque (contre-la-montre) - Trofeo Costa del Sud - Trofeo Zimaquero - Tour de Luxembourg : - Classement général - 1re et 2e étapes - Championnat des Flandres - Grand Prix Jef Scherens - Circuit de Flandre centrale - 2e du Grand Prix de Wallonie - 2e du Grand Prix E3 - 3e de la Flèche brabançonne - 3e des Quatre Jours de Dunkerque - 3e du Circuit de Flandre orientale - 3e de la Flèche de Leeuw - 5e du Grand Prix du Midi Libre - 5e de Paris-Tours - 7e de Paris-Roubaix - 9e de Milan-San Remo - 9e de Liège-Bastogne-Liège - 1975 - Tour d'Andalousie : - Classement général - Prologue, 1re, 5e, 6e et 7eb étapes - 2e étape de Paris-Nice - Tour de Belgique : - Classement général - 1rea (contre-la-montre avec Michel Pollentier), 1reb et 2e étapes - Gand-Wevelgem - Grand Prix de la Banque - Bruxelles-Meulebeke - Quatre Jours de Dunkerque : - Classement général - 3eb étape (contre-la-montre) - 1re, 2ea, 2eb, 3e, 4e et 7eb étapes du Critérium du Dauphiné libéré - Paris-Bruxelles - Grand Prix Jef Scherens - Paris-Tours - 2e de Kuurne-Bruxelles-Kuurne - 2e du Grand Prix E3 - 2e de l'Amstel Gold Race - 2e de Hyon-Mons - 2e de la Coppa Agostoni - 2e du Trophée Baracchi (avec Michel Pollentier) - 3e du Grand Prix de l'Escaut - 3e du Grand Prix de Lugano - 3e des Six Jours de Grenoble (avec René Pijnen) - 4e de la Flèche wallonne - 4e du Grand Prix de Francfort - 5e du Tour de Lombardie - 5e de Paris-Nice - 5e du Super Prestige Pernod - 6e de Paris-Roubaix - 8e du Tour des Flandres - 9e de Milan-San Remo - 1976 - Super Prestige Pernod - Challenge Gan - Champion du monde sur route - Champion de Belgique sur route - 2e et 3ea étapes du Tour de Corse - Prologue, 2e, 3e, 4e, 6ea et 6eb étapes de Paris-Nice - Flèche brabançonne - Amstel Gold Race - 1rea étape du Tour de Belgique (contre-la-montre) - Gand-Wevelgem - Grand Prix de Francfort - Championnat de Zurich - Quatre Jours de Dunkerque : - Classement général - 2eb étape (contre-la-montre) - Flèche de Liedekerke - Prologue et 1re étape du Tour de Suisse - Tour de France : - Classement par points - Prologue, 1re, 3e (contre-la-montre), 7e, 18ea, 18eb, 21e et 22ea (contre-la-montre) étapes - 5ea et 5eb (contre-la-montre) étapes du Tour des Pays-Bas - Championnat des Flandres - Grand Prix des Nations - Trophée Baracchi (avec Michel Pollentier) - Six Jours de Dortmund (avec Patrick Sercu) - 2e de Liège-Bastogne-Liège - 2e du Grand Prix de Wallonie - 2e des Six Jours d'Anvers (avec Dieter Kemper) - 2e du Circuit de la région frontalière (Omloop der Grensstreek) - 2e du Grand Prix Betekom - 3e du championnat de Belgique de l'américaine (avec Marc Demeyer) - 3e du Tour de Belgique - 3e de la Flèche wallonne - 3e de la Ronde van Midden-Zeeland - 4e de Paris-Nice - 5e du Tour des Flandres - 7e du Tour de Suisse - 8e du Tour de France | - 1977 - Super Prestige Pernod - Challenge Gan - Champion de Belgique de derny - Tour d'Espagne : - Classement général - Classement par points - Prologue, 1re, 2e, 5e, 6e, 7e, 8e, 9e, 11ea (contre-la-montre), 11eb, 13e, 16e et 19e étapes - Six jours d'Anvers (avec Patrick Sercu) - Trofeo Laigueglia - Tour de Sardaigne : - Classement général - 1re étape - Circuit Het Volk - Paris-Nice : - Classement général - Prologue, 1rea, 1reb, 2e et 7eb (contre-la-montre) étapes - Semaine catalane : - Classement général - 1re, 4e, 5ea et 5eb étapes - Prologue, 1re, 4e, 6ea, 6eb, 7e et 8ea étapes du Tour d'Italie - Ronde van Midden-Zeeland - 1re étape du Tour de Suisse - Tour de Catalogne : - Classement général - Prologue, 1re, 3eb, 4eb et 7ea étapes - 3e étape du Tour des Pays-Bas - 2e du championnat de Belgique d'omnium - 2e des Six jours de Gand (avec Danny Clark) - 2e des Six jours de Milan (avec Marc Demeyer) - 2e du Trofeo Baracchi (avec Joop Zoetemelk) - Médaillé de bronze du championnat d'Europe d'omnium d'hiver 1976/1977 - Médaillé de bronze du championnat d'Europe d'omnium d'été - 3e de Paris-Roubaix - 3e des Six jours de Rotterdam (avec Patrick Sercu) - 5e de Milan-San Remo - 5e de l'Amstel Gold Race - 5e de Liège-Bastogne-Liège - 1978 - Circuit Het Volk - Grand Prix E3 - Quatre Jours de Dunkerque : - Classement général - 2ea et 2eb (contre-la-montre) étapes - 2eb étape du Tour de Majorque - Tour de France : - Classement par points - 5e et 7e étapes - 5e étape du Tour de Suisse - 7ea étape du Critérium du Dauphiné libéré - Tour du Haut-Var - Six jours d'Anvers (avec Danny Clark) - 2e du Tour de Majorque - 2e du Tour de Belgique - 4e de Paris-Roubaix - 4e de l'Amstel Gold Race - 8e du Tour des Flandres - 9e de la Flèche wallonne - 1980 - Épreuve en ligne de la Cronostafetta - 3e de la Cronostafetta - 6e du Tour des Flandres - 1981 - Champion du monde sur route - Challenge Boule-d'Or-Clicteur "Révélations" - 4e étape du Tour d'Andalousie - Tour de France : - Classement par points - 1rea, 3e, 12ea, 13e et 22e étapes - 3e du Circuit du Brabant occidental - 7e de Milan-San Remo - 1983 - Grand Prix de Hannut |  |

### Résultats sur les grands tours
Freddy Maertens détient le record de victoires d'étapes sur un même grand tour (13 sur le Tour d'Espagne 1977) et le record d'étapes remportées sur les grands tours en une année (20 en 1977). Entre le Tour 1976 et le Giro 1977, il réussit l'exploit de remporter 28 des 60 étapes de grand tour auxquelles il prend part, avant d'abandonner le Giro en raison d'une blessure lors de la huitième étape.

#### Tour de France
Freddy Maertens fait partie des coureurs ayant remporté huit étapes au cours d'un même Tour de France.
- 1976 : 8e,  vainqueur du classement par points et de 8 étapes,  porteur 9 jours du maillot jaune (dont une journée à deux demi-étapes)[31]
- 1978 : 13e,  vainqueur du classement par points et de 2 étapes
- 1981 : 66e,  vainqueur du classement par points, du classement des sprints intermédiaires et de 5 étapes

#### Tour d'Espagne
1 participation 
- 1977 :  Vainqueur du classement général,  vainqueur du classement par points et de 13 étapes,  maillot rouge pendant 20 jours

#### Tour d'Italie
2 participations
- 1977 : abandon, vainqueur de 7 étapes,  porteur du maillot rose pendant 5 jours
- 1980 : éliminé (11e étape)

## Distinctions
En 2002, Freddy Maertens fait partie des coureurs retenus dans le Hall of Fame de l'Union cycliste internationale.
- Détenteur du Ruban jaune de 1975 à 1997[33]
- Mendrisio d'or en 1976
- Sportif belge de l'année en 1981 - second en 1976